# Paul Spoljaric
Paul Spoljaric, pravim imenom Paul Nikola Špoljarić (Kelowna, 24. rujna 1970.), kanadski bejzbolaš hrvatskog podrijetla. Igrao je na mjestu bacača (pitcher). Bio je članom kanadske bejzbolaške momčadi koja je na Olimpiskim igrama u Ateni 2004. osvojila 4. mjesto.
Natjecao se za više momčadi u prestižnoj američkoj Major League Baseball. Karijeru je započeo u Toronto Blue Jaysima za koje je igrao u dva navrata, a završio jednogodišnjim ugovorom za Kansas City Royals. U profesionalnoj karijeri odigrao je 195 utakmica (12 u početnoj postavi) i pritom ostvario 278 strikeout-ova.
Poslije MLB karijere, igrao je šest sezona za poluprofesionalnu momčad Toronto Maple Leafs. U sezoni 1995./96. igrao je i u Venezuelanskoj zimskoj ligi.
Iako je bacao lopticu lijevom rukom, palicu je udarao desnom. Visok je 191 cm. Trenutno živi u Newmarketu u Ontariju.